# Убиство Марка Ивковића
Марко Ивковић (Задар, 12. октобар 1989 — Истанбул, 21. новембар 2014) био је навијач Црвене звезде. Трагично је изгубио живот у Истанбулу, уочи утакмице Евролиге.

## Биографија
Као дете остао је без оца који је погинуо на ратишту у Хрватској 1992. године. Након операције Олуја избегао је у Србију и то у Јагодину, због чега ће касније и добити надимак Јагода. Касније се са мајком и сестром сели у Земун где наставља своје школовање. Од тада редовно посећује утакмице Црвене звезде и то нарочито фудбалског клуба.

### Трагична смрт
Са пар стотина навијача креће да бодри кошаркашки клуб у Истанбулу на Евролигашку утакмицу против Галатасараја. Непосредно пре утакмице долази до туче са навијачима истанбулског клуба, у којој је Марко избоден ножем са леђа. Одмах бива пребачен у истанбулску болницу, али лекари и после пет сати реанимације нису успели да спасу живот. Иако је у првом извештају турске полиције наведено да је Марко убијен у међусобној тучи навијача, сутрадан је извештај промењен и наведено је да је убијен у интерној тучи навијача.
Сахрањен је 24. новембра на Бежанијском гробљу у Београду. Сахрани је присуствовало неколико хиљада људи, а навијачи су се од Марка опростили уз песму „Добро знај”. Поред породице и пријатеља, сахрани је присуствовао цео фудбалски и јуниорски кошаркашки тим Црвене звезде (сениори су били у Загребу због утакмице Јадранске лиге) на челу са председником Небојшом Човићем, некадашњи први човек фудбалског клуба Драган Џајић, потпредседник Кошаркашког савеза Србије Дејан Томашевић, директор ватерполо клуба Игор Милојевић и други.

### Реакције
Одмах након утакмице не знајући за смрт навијача, тренер Галатасараја Атаман, назвао је навијаче Црвене звезде терористима. Конзул Србије у Истанбулу Зоран Марковић, је шокиран овом изјавом, рекао да је Ергин Атаман терориста. Председник Владе Републике Србије, Александар Вучић је у телефонском разговору са Турским премијером Ахметом Давутоглуом затражио хитно расветљавање злочина. Такође је поручио да турски тренер Атаман није више добродошао у Србију.
Кошаркаши Црвене звезде су били у шоку након што су чули ову вест, па је резултат са утакмице остао у другом плану. Председник КК Црвена звезда, Небојша Човић, је на конференцији за штампу оштро реаговао и окривио организатора за главног кривца. Он је такође породици преминулог навијача понудио сву могућу помоћ.
Подршка и саучешћа су стигла од многих јавних личности па и супарничких навијачких група. Турска кошаркашка лига одлучила је да сви мечеви тог кола почну минутом ћутања.

## Пресуда
Убрзо након великог притиска јавности, ухваћен је главни осумњичени Кадри Акташ са још неколико навијача. 19. октобра 2015. године турски суд је њега осудио на 25 година док је остале осумњичене ослободила кривице.
Године 2022, убици Кадрији Акташу је смањена казна на 15 година затвора.